# Préstamo gota a gota
Las expresiones «préstamo gota a gota», «préstamo facilito» o «pagadiario» describen una práctica que en algunos países es considerada delictiva en la que se ofrecen préstamos informales con condiciones de pago onerosas. Destaca por la dificultad de cumplir los pagos, principalmente debido a las elevadas tasas de interés, que pueden superar el 500 % e incluso siete veces los promedios de los servicios de microcrédito, según el diario colombiano La República.

## Contexto
La modalidad de «préstamo gota a gota» surgió en Medellín en la década de 1990, pero experimentó un resurgimiento significativo a mediados de la década de 2010 en Colombia y otras naciones latinoamericanas. En Perú, los delincuentes, a menudo extranjeros según la  Policía Nacional, captan víctimas a través de publicidad en diversas formas, incluyendo carteles callejeros, medios virtuales y llamadas telefónicas. Los préstamos oscilan entre mil y diez mil soles y el pago debe realizarse diariamente.
El préstamo gota a gota se distingue por sus elevadas tasas de interés. Según el Instituto Peruano de Economía, la cifra es de 500%. Sin embargo, aproximadamente el 10% de los préstamos otorga tasas superiores al 10 000%.
Quienes incumplen con los pagos son objeto de extorsión e intimidación para garantizar el cumplimiento del plazo establecido (generalmente un mes). Estos actos crecieron notablemente en Perú entre 2021 y 2023. Las víctimas también pueden ser obligadas a transportar droga como medio para saldar deudas.
Se ha descubierto que los individuos dedicados a esta actividad se capacitan en «academias» que les proporcionan instrucciones sobre sus operaciones. Para competir con las entidades financieras legítimas, las organizaciones delictivas establecen fachadas que se asemejan a estas instituciones. Además, como se destaca en el reportaje La Encerrona de Marco Sifuentes, esta modalidad se ha expandido a plataformas de aplicaciones móviles.
En 2024, la Federación Peruana de Cajas Municipales de Ahorro y Crédito estimó que el mercado de este tipo de préstamos clandestinos alcanzó los 3000 millones de soles entre el año pasado y este, y que compromete a casi un millón de familias peruanas.